# Wouwse Plantage (plaats)

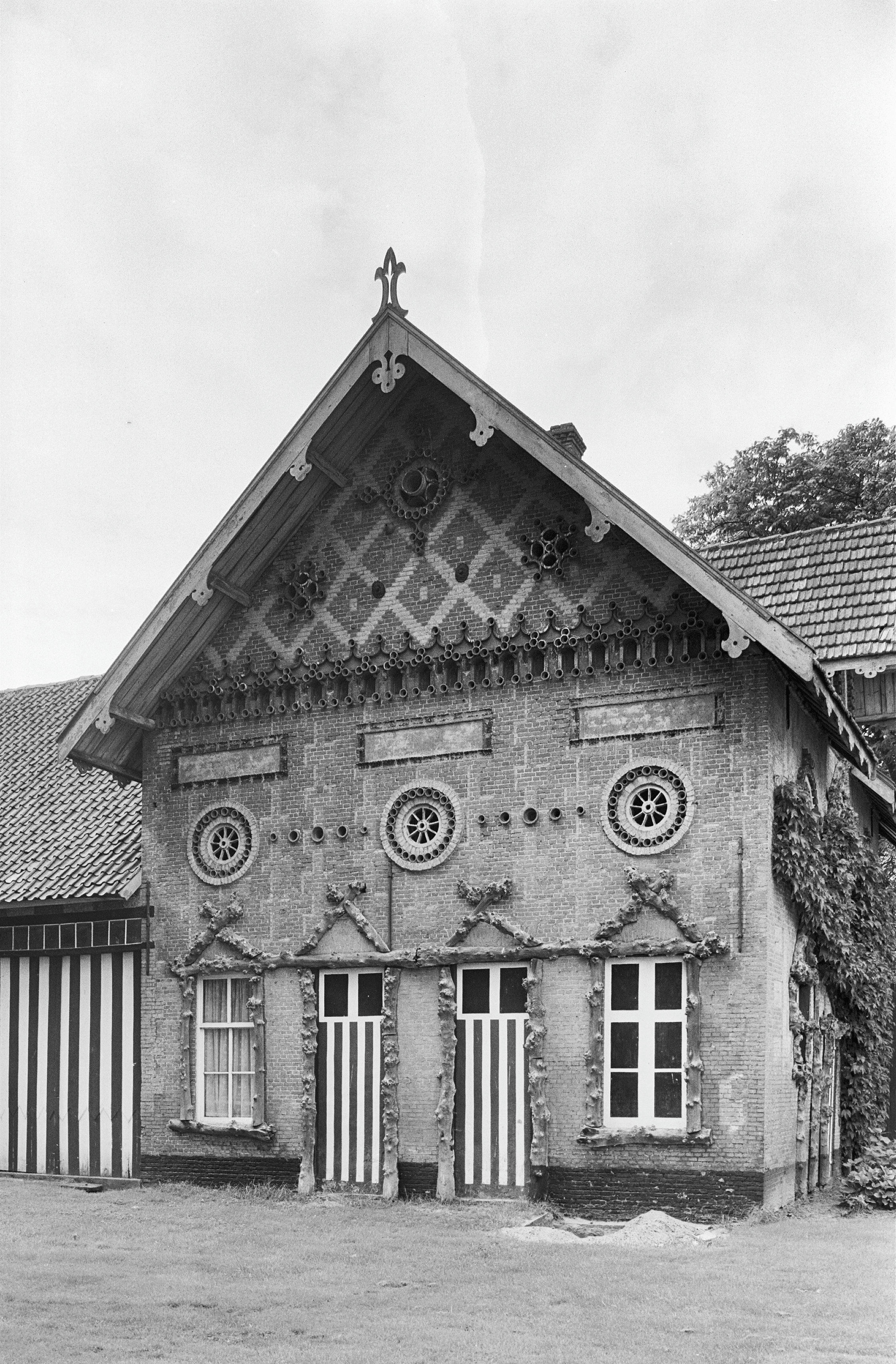
Boerderij

Wouwse Plantage, vroeger ook Pindorp (Brabants: De Pin) genaamd,
is een dorp in de gemeente Roosendaal, in de Nederlandse provincie Noord-Brabant. Het dorp ligt dicht bij de boswachterij Wouwsche Plantage. 

## Etymologie
De in de 2e helft van de 19e eeuw ontstane nederzetting werd aanvankelijk Stenen Kamer, Nieuwdorp, Nieuwe Dorp of kortweg Dorp genoemd. Ook de namen Wildenhoek en Wildebroek werden gebruikt.
Later werd de naam Wouwsche Plantage of kortweg Plantage gebruikt, naar het nabijgelegen landgoed Wouwse Plantage. Omstreeks 1920 werd, naast de naam Wouwsche Plantage, ook Pindorp gebruikt. Mogelijk is deze naam afkomstig van de mastepinnen (resten van dennenbomen) die te vinden waren daar waar het bos was gerooid. In 1958 werd de naam Pindorp officieel afgeschaft en sprak men van Wouwsche Plantage, en in 1968 werd dit: Wouwse Plantage.

## Geschiedenis
Het dorp is gesticht door de eerste particuliere eigenaar van het landgoed, Pierre Joseph de Caters, die sinds 1848 ook de bebouwing van Plantage Centrum had gerealiseerd. In 1869 werd de steenfabriek nabij het dorp opgericht. Begin 20e eeuw heette deze: Stoom-steen en pannenfabriek Wouwsche Plantage. De handgevormde stenen werden als Wouws bont door het gehele land gebruikt. Zoals zovele steenfabrieken echter heeft ook deze in de jaren 70 van de 20e eeuw zijn activiteiten beëindigd. In de gebouwen werd een handel in bouwmaterialen gevestigd. Deze heeft in 1997 de oude ringoven uit 1904 opengesteld voor het publiek en er een klein museum in gevestigd. Ook de vele moderne soorten baksteen -die trouwens door de handelsfirma worden verkocht- zijn er te vinden.
In 1876 werd Wouwse Plantage een zelfstandige parochie die afgesplitst werd van die van Wouw.
Voor de gemeentelijke herindeling van 1997 behoorde Wouwse Plantage tot de gemeente Wouw. De nabijgelegen golfbaan is toen overgegaan naar de gemeente Bergen op Zoom.

## Bezienswaardigheden
- Brandweermuseum Wouwse Plantage in Plantage Centrum
- Diverse gebouwen uit de 2e helft van de 19e eeuw, te Plantage Centrum.
- De ringoven van de voormalige steenfabriek.
- Het beeldje De Pinnenrooier van Leon Vermunt, verwijst naar de bosbouw
- De bloemenvelden zijn een populaire plek onder fotografen.[3]

## Natuur en landschap
Ten zuidwesten van het dorp ligt de uitgestrekte Wouwse Plantage, voornamelijk bestaande uit naaldbosaanplant, terwijl ten noorden en oosten van het dorp een landbouwgebied ligt. Enkele beken lopen hier in noordwaartse richting en wel de Bieskensloop, het Haiink Beekje, en de Smalle Beek. Direct ten zuiden van het dorp loopt, in noordwestelijke richting, de Zoom, welke voorzien is van een fietspad.

## Verenigingsleven
Met carnaval is Wouwse Plantage bekend als Mastepinnelaand en staat lokaal bekend als het dorp dat carnaval een week eerder viert.
Wouwse Plantage heeft een amateurvoetbalclub genaamd RKVV Rimboe. De club dankt deze naam aan de ligging in de bossen van Wouwse Plantage.
Ook is er een tafeltennisclub genaamd De Pin Pongers. Deze naam refereert aan de oude naam van het dorp (Pindorp) en de volkse naam van de sport (pingpong).
Ook is er een Fietsclub RTC-Zomerlust

## Nabijgelegen kernen
Nispen, Wouw, Bergen op Zoom, Huijbergen, Essen-Hoek

## Geboren in Wouwse Plantage
Stad: Roosendaal      Dorpen: Heerle · Moerstraten · Nispen · Wouw · Wouwse Plantage

Buurtschappen: Akker · Boeiink · Borteldonk · Brembosch · Bulkenaar · De Rotting · Everland · Haiink · Hazelaar · Heijbeek · Hoevestein · Hollandsdiep · Hulsdonk · Kruisstraat · Nieuwenberg · Oostlaar · Plantage Centrum · Vijfhoek · Vinkenbroek · Visdonk · Vleet · Vroenhout · Wouwse Hil · Zoomvliet

Noord-Brabant: Steden en dorpen      Nederland: Provincies · Gemeenten